# ノーザンファームYearling
ノーザンファームYearling（ノーザンファームいやりんぐ）は、北海道勇払郡安平町早来富岡に所在する競走馬の育成牧場。マスメディアでは「ノーザンファームイヤリング」とも表記される。

## 概要
牧場名のYearlingは英語で「1歳馬」を意味する。その名の通り、当歳での離乳後から1歳夏以降の調教厩舎（ノーザンファーム本場またはノーザンファーム空港牧場）への移動までの間の馴致や中間育成を行う牧場である。ノーザンファーム生産馬の他、セレクトセール等で同ファームが購入した馬等が預託される。ノーザンファーム傘下の一口馬主法人であるサンデーサラブレッドクラブ、キャロットクラブ、シルクホースクラブの募集馬展示会も行われる。
一部の繁殖牝馬も繋養されている。2018年9月6日に発生した北海道胆振東部地震では、同年の日本ダービー馬ワグネリアンの母ミスアンコールが地震の揺れによる事故で骨折し、安楽死処置がとられている。

## 場長
- 川崎洋史（2019年現在）

## 設備
- 18厩舎（505馬房）